# Магомедшафиев, Нурутдин Гаджитагирович
Нурутдин Гаджитагирович Магомедшафиев (14 февраля 1973, Каспийск, Дагестанская АССР, РСФСР, СССР) — российский боксёр, призёр чемпионатов России.

## Биография
Боксом начал заниматься в 1985 году. Является воспитанником СДЮШОР города Каспийска. В 1996 и в 1998 году завоевал бронзовые медали на чемпионате России. С 2018 года работает тренером 2 категории в СШОР имени Магомед-Салама Умаханова в Махачкале.

## Личная жизнь
В 1988 году окончил школу № 3 в Каспийске. Является выпускником колледжа архитектуры и строительства.

## Достижения
- Чемпионат России по боксу 1996 —
- Чемпионат России по боксу 1998 —